# Alexa Benson
Alexa Benson (estado de Illinois; 1 de febrero de 1988) es una actriz pornográfica estadounidense retirada.

## Biografía
Alexa Benson, nombre artístico de Diane Szadkowski, nació el primero de febrero de 1988 en el estado de Illinois. No se sabe mucho de su vida hasta el año 2007, cuando a sus 19 años entra en la industria pornográfica.
Ha trabajado para estudios como Bone Digital, Anabolic, Digital Sin, Elegant Angel, Evil Angel, Penthouse o Jules Jordan Video entre otras.
En 2009 estuvo nominada en los Premios AVN a la Mejor escena de doble penetración, junto a Otto Bauer y Seth Dickens, por la película  Tough Love 14 .
Algunas películas de su filmografía son Gapeman 3, Bang 'Em Teens, Fresh Newcummers 3, Jet Fuel, N' 2 Deep, Pink Pleasures, Teens Corrupted 2 o Whore at My Door 6.
Se retiró en 2013, con un total de 53 películas grabadas como actriz.

## Premios y nominaciones
| Año  | Ceremonia   | Resultado | Premio                            | Trabajo       |
| ---- | ----------- | --------- | --------------------------------- | ------------- |
| 2009 | Premios AVN | Nominada  | Mejor escena de doble penetración | Tough Love 14 |